# Ā̈
 (février 2021).
Si vous disposez d'ouvrages ou d'articles de référence ou si vous connaissez des sites web de qualité traitant du thème abordé ici, merci de compléter l'article en donnant les références utiles à sa vérifiabilité et en les liant à la section « Notes et références ».
Ā̈ (minuscule : ā̈), appelé A macron tréma, est une lettre latine utilisée dans la romanisation du svane.
Elle est formée de la lettre A avec un macron suscrit et un tréma.

## Utilisation
Dans la romanisation du svane, ‹ ā̈ › translittère le ‹ ა̄̈ ›.

## Représentations informatiques
Le A macron tréma peut être représenté avec les caractères Unicode suivants : 
- décomposé et normalisé NFC (latin étendu A, diacritiques)[1],[2] :

| Forme     | Représentation | Chaînes de caractères | Points de code | Description                                               |
| --------- | -------------- | --------------------- | -------------- | --------------------------------------------------------- |
| capitale  | Ā̈              | Ā◌̈                    | U+0100 U+0308  | lettre majuscule latine a macron diacritique accent tréma |
| minuscule | ā̈              | ā◌̈                    | U+0101 U+0308  | lettre minuscule latine a macron diacritique accent tréma |

- décomposé (latin de base, diacritiques) :

| Forme     | Représentation | Chaînes de caractères | Points de code       | Description                                                    |
| --------- | -------------- | --------------------- | -------------------- | -------------------------------------------------------------- |
| capitale  | Ā̈              | A◌̄◌̈                   | U+0041 U+0304 U+0308 | lettre majuscule latine a diacritique macron diacritique tréma |
| minuscule | ā̈              | a◌̄◌̈                   | U+0061 U+0304 U+0308 | lettre minuscule latine a diacritique macron diacritique tréma |